# Ataque al Museo Nacional del Bardo
El ataque al Museo Nacional del Bardo (هجوم متحف باردو en árabe) tuvo lugar el 18 de marzo de 2015 en el Museo Nacional del Bardo de la ciudad de Túnez, después de que tres terroristas armados atacaran el Parlamento tunecino. La policía trató el suceso como un ataque terrorista.

## Ataque
Los parlamentarios estaban debatiendo sobre asuntos referidos a la legislación terrorista cuando fueron llamados a evacuar la cámara debido a los disparos de unas armas de fuego.
En el museo, 19 turistas extranjeros, tres tunecinos y los dos atacantes resultaron muertos. Los turistas fueron atacados cuando estaban saliendo del autobús para entrar en el complejo del Museo Nacional del Bardo. Cuando los turistas corrieron al museo alertados por los disparos, los atacantes los siguieron. El asedio duró tres horas. Entre las visitantes fueron tomados como rehenes 8 mexicanos, varios españoles, 4 argentinos, 4 colombianos, 4 brasileños, varios franceses, alemanes, italianos, polacos, australianos y japoneses. 
Todos los brasileños, colombianos, españoles, argentinos y mexicanos consiguieron escapar de los ataques, estos últimos fueron transportados a Barcelona.

## Fallecidos

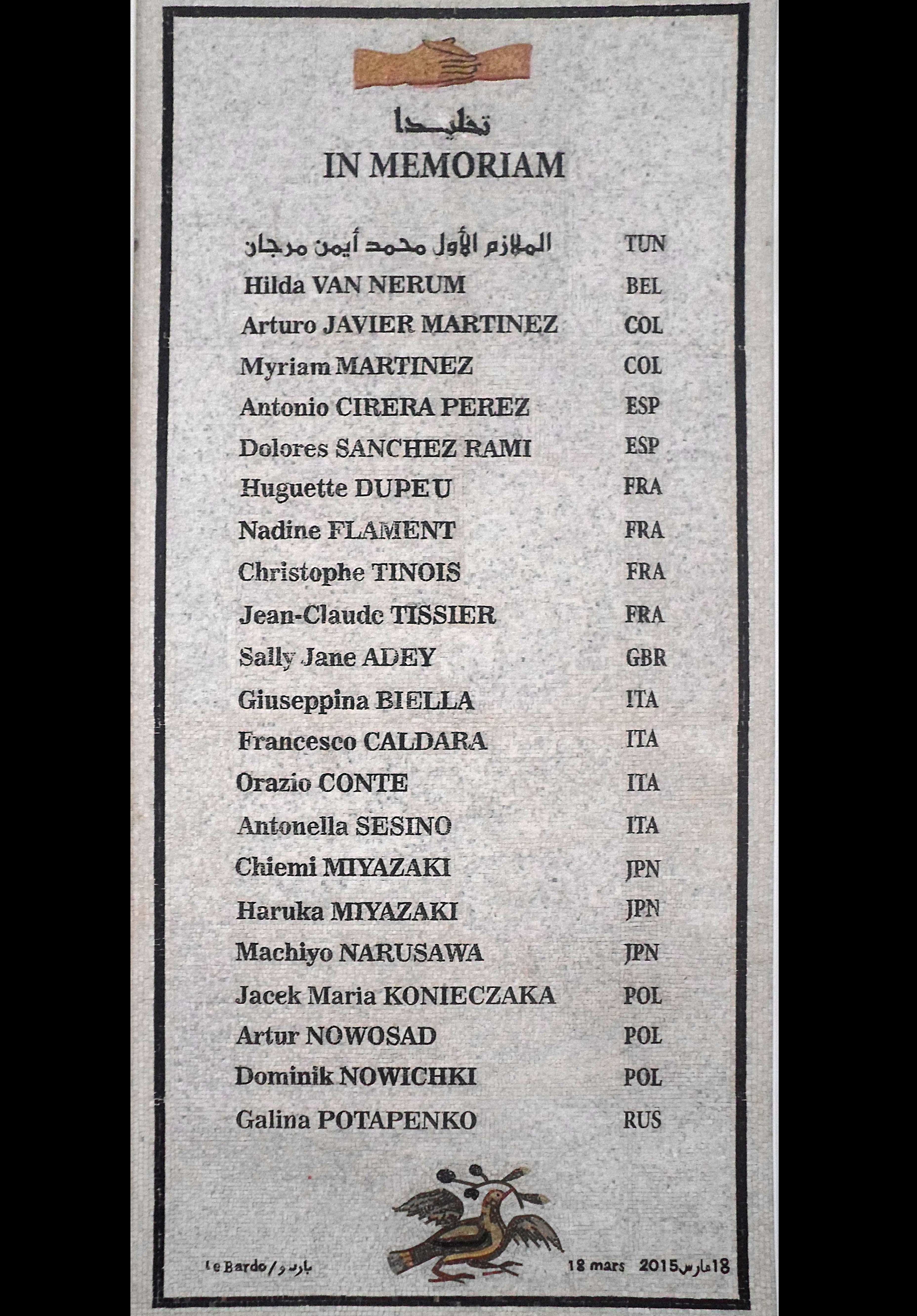
Placa a la entrada del museo con los nombres de las víctimas del ataque.

Países de origen de las víctimas según un artículo de la BBC, del 20 de marzo.
| País        | Muertes                                       | Heridos |
| ----------- | --------------------------------------------- | ------- |
| Francia     | 4                                             |         |
| Italia      | 4                                             | 6       |
| Túnez       | 3 (incluyendo a dos asaltantes)               |         |
| Japón       | 3                                             |         |
| Polonia     | 3                                             | 11      |
| Colombia    | 2 (1 ciudadano doble colombiano-australiano ) |         |
| España      | 2                                             |         |
| Bélgica     | 1                                             |         |
| Reino Unido | 1                                             |         |
| Rusia       | 1                                             |         |
| Total       | 24                                            | ~ 50    |

## Sospechosos
Dos atacantes fueron abatidos en la escena. El primer ministro Habib Essid, identificó a dos de los cinco sospechosos como Yassine Labidi y Saber Khachnaoui. Por su parte, el grupo terrorista Estado Islámico se ha responsabilizado por el ataque al museo.